# Rambuk (våben)
 For alternative betydninger, se Rambuk. (Se også artikler, som begynder med Rambuk)
En rambuk er et gammelt, enkelt våben til ødelæggelse af bygninger, porte, døre og lignende. Rambukkens hoved er ofte forstærket med metal, på enkelte udformet som hoveder af fx væddere og ulve.
En svingende rambuk findes på hjul med tårnoverbygning uden bund for at beskytte folkene som flytter og betjener rambukken. F.eks. kunne soldater på borge smide sten ned eller skyde nedad med  armbrøster. Tårnoverbygning kan være beklædt med skind for at forhindre antændelse med brandpile.  Den svingende rambuk gør at man kun skal bruge kræfter på at drive den frem og tilbage. Man skal derfor ikke bruge kræfter på at løfte rambukken.
- Wikimedia Commons har flere filer relateret til Rambuk (våben)

| Våben | Spire Denne artikel om våben er en spire som bør udbygges. Du er velkommen til at hjælpe Wikipedia ved at udvide den. |